# Большая Хэяха
Большая Хэяха (устар. Большая Хэ-Яха) — река в России, протекает по территории Тазовского района Ямало-Ненецкого автономного округа. Впадает в протоку Хасьинтапарод реки Таз. Длина реки — 120 км, площадь водосборного бассейна — 846 км².

## Притоки
- 16 км: Нядаяха (пр)
- 21 км: река без названия (лв)
- 33 км: река без названия (лв)
- 54 км: Нёлякояха (лв)
- 75 км: Хасуйяха (пр)
- 89 км: Ёнэйяха (лв)
- 99 км: Тирний-Хэяха (пр)

## Данные водного реестра
По данным государственного водного реестра России относится к Нижнеобскому бассейновому округу, водохозяйственный участок реки — Таз, речной подбассейн реки — подбассейн отсутствует. Речной бассейн реки — Таз.
Код объекта в государственном водном реестре — 15050000112115300071384.